# Kostas Pavlidis
Kostas Pavlidis (griechisch Κώστας Παυλίδης, * 4. November 1974 in Athen) ist ein griechischer Sänger. Er ist Angehöriger der Roma. Er gilt als bekanntester Vertreter auf dem Gebiet der Romamusik in Griechenland.

## Leben und Werk
Der kleine Kostas sang bereits in seiner Kindheit und hatte im Alter von zwölf Jahren seinen ersten Live-Auftritt. Mit Singen bestritt er seinen ersten Lebensunterhalt.
Als ihn einer seiner Grundschullehrer mit dem Regisseur Menelaos Karamagiolis bekanntmachte, erhielt Pavlidis von ihm die Chance, ein paar Songs für den zu der Zeit entstehenden Film Rom beizusteuern. Mit diesen Soundtracks war seine erste Veröffentlichung erschienen.
Der Song Ena Paradokso Antio wurde im Jahr 2015 von den türkischen Rappern Eypio und Burak King unter dem Titel Günah Benim gesampelt.

## Diskografie

### Alben
- 1993: Songs of Greece’s Gypsies
- 1994: Karavi Kardia
- 1998: Forth Wings And Fly (mit Antonis Apergis)
- 2001: The Rom of Fire – The Wandering
- 2003: Sar Penen
- 2006: Starry Night (mit Antonis Apergis & Lizeta Kalimeri)

### Singles (Auswahl)
- 1994: Endelesi (mit Chrysoula Christopoulou)
- 2001: Jastar Amenge Dur
- 2006: Ena Paradokso Antio (mit Antonis Apergis)